# Hoplophoneus
L'oplofoneo (gen. Hoplophoneus) è un mammifero estinto dall'aspetto vagamente simile a quello di un leopardo, appartenente però all'estinta famiglia di carnivori nota come nimravidi.

## Tassonomia
Nel 2016, uno studio paleontologico ha proposto di posizionare le specie nordamericane di Eusmilus all'interno del genere Hoplophoneus.

## Descrizione
Le analisi condotte nel 2008 sul reperto più grande finora ritrovato hanno stimato un peso di 160 kg.
Hoplophoneus occidentalis aveva le dimensioni di un leopardo, con canini leggermente più grandi. H. sicarius e H. mentalis erano di dimensioni maggiori e avevano canini superiori più grandi, oltre a una flangia ossea di protezione posizionata nella parte frontale della mandibola inferiore.

## Falsi felidi
Questo predatore visse nel tardo Oligocene (circa 32 milioni di anni fa) in Nordamerica, Europa e Asia, ben 20 milioni di anni prima del famoso Smilodon. L'aspetto dell'animale era quello di un leopardo dal corpo allungato e basso, con le zampe leggermente più corte. La somiglianza con i grandi felidi odierni deriva soprattutto dal cranio, corto e dotato di lunghi canini e pochi molari taglienti. I paleontologi di qualche tempo fa, infatti, erano soliti classificare l'oplofoneo e le forme simili nei felidi veri e propri, ritenendoli gli antenati delle tigri dai denti a sciabola. Recenti ricerche, però, dimostrano che questi carnivori erano ben più primitivi, a causa di una caratteristica primitiva delle ossa dell'orecchio (più primitive di quelle di tutti gli altri carnivori ad eccezione dell'attuale nandinia). 

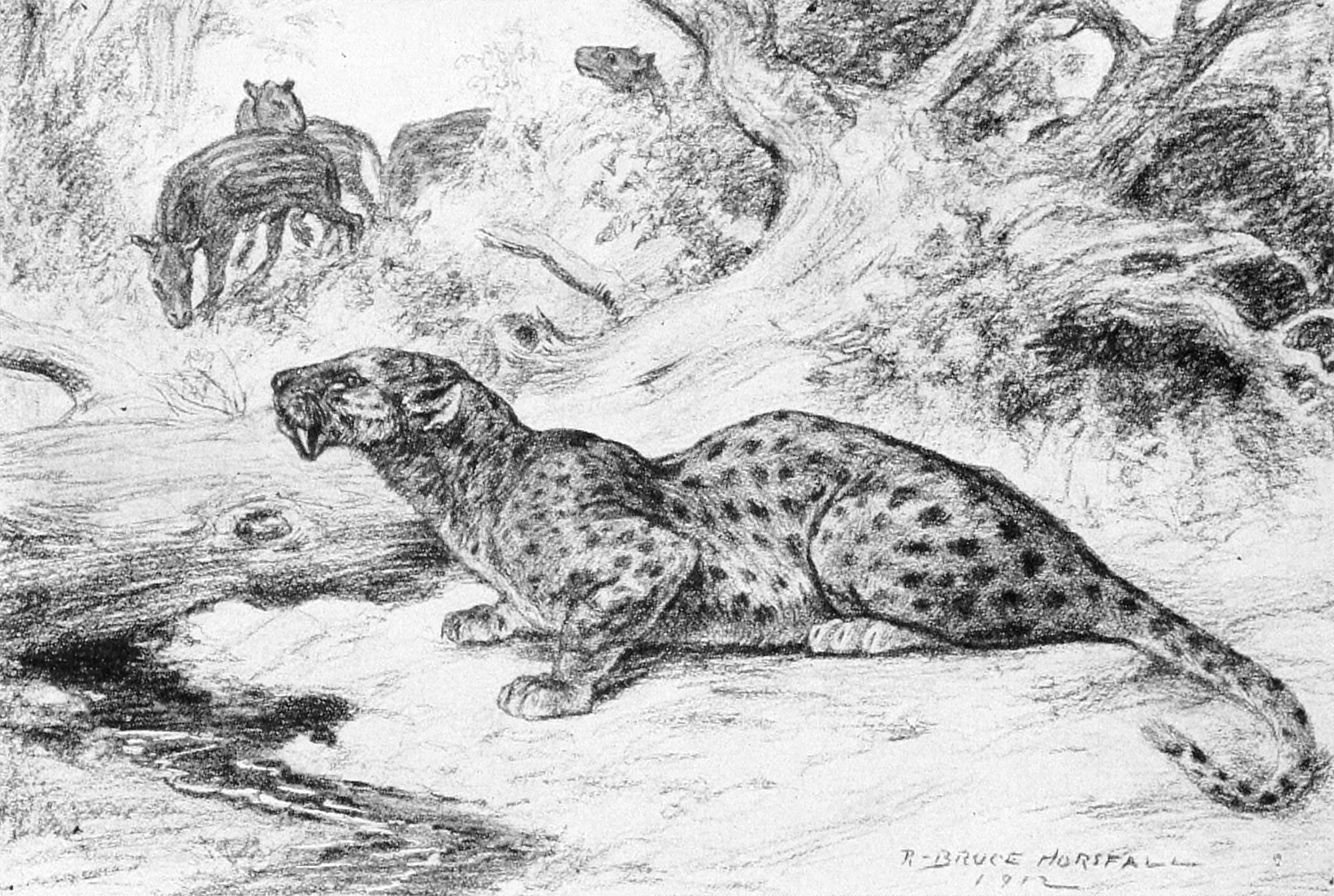
Ricostruzione di Hoplophoneus

## Canini lunghi per gli agguati
L'oplofoneo era dotato di lunghi canini superiori che, in posizione di riposo, venivano riposti lungo una flangia ossea ai lati della bocca. I canini erano molto utili per squarciare le prede; è probabile che l'oplofoneo non si lanciasse in lunghi inseguimenti, ma tendesse agguati balzando addosso agli animali erbivori dell'epoca, squarciando loro la gola o il ventre per poi attendere che si indebolissero. Sono note molte specie di oplofoneo, dalle dimensioni variabili da quelle di una grossa lince a quelle di un giaguaro.